# Slaget ved Møn
Slaget ved Møn eller slaget ved Lolland var et søslag, der fandt sted 31. maj - 1. juni 1677 under den skånske krig. En mindre svensk eskadre under admiral Erik Sjöblad forsøget at sejle fra Göteborg for at slutte sig til den svenske flåde i Østersøen. Den blev fanget af den overlegne danske styrke under Niels Juel og kraftigt reduceret i løbet af to døgn. Svenskerne mistede otte skibe og 1.500 mænd, der enten blev dræbt, såret eller taget til fange, mens de danske tab var ubetydelige. Admiral Sjöblad var blandt de tilfangetagne.
Sejren forhindrede den svenske flåde i at samle sine styrker og gav værdifuld priseret til den danske flåde. Den bekræftede det danske overherredømme på havet under krigen og lagde grunden til den store danske sejr ved søslaget i Køge Bugt 1. - 2. juli samme år.

## Baggrund
Efter slaget ved Öland 1. juni 1676 havde den dansk-hollandske flåde herredømmet over Østersøen og kunne dermed bidrage til krigen i det sydsvenske landskab med togter langs kysterne og ilandsætning af styrker, som det blev gjort under slaget om Ystad. Et godt eksempel var erobringen af byen Karlshamn i Blekinge den 4. oktober 1676, da 400 svenskere måtte opgive deres fæstning. Det og andre eksempler viste, at herredømmet på havet var vigtigt for videre krigsindsats, så den svenske konge måtte igen satse på at opbygge sømagten.
Karl 11. af Sverige var kommet i mangel på forsyninger i Skåne. Desuden var de svenske styrker fanget i Stettin og Stralsund i Nordtyskland. De fleste problemer ville derfor være løst, hvis han kunne vinde herredømmet over Østersøen, og det fik ham til at træffe en skæbnesvanger beslutning: For at kunne koncentrere en så stor militærstyrke som muligt indkaldtes Göteborg-eskadren. Ved at have en stærk eskadre på plads i Göteborg holdt svenskerne ikke bare forbindelsen med udlandet, især Frankrig intakt, men kunne også binde en anselig styrke fra Danmark-Norge. Uden denne styrke ville kontrollen over Kattegat og Skagerrak blive danskernes. Desuden kunne de have flere krigsskibe end før på Østersøen og på længere sigt gøre Niels Juels opgave lettere.

## Kommandanterne
Cornelis Tromp, som i forsommeren 1676 var udnævnt til generaladmiral i den dansk-norske flåde, blev sendt hjem fra København i februar 1677 for at skaffe en ny hjælpeflåde fra Holland. Hans plads blev overtaget af admiral Niels Juel.
I mellemtiden havde svenskerne vanskeligheder med at finde en ny rigsadmiral efter nederlaget under slaget ved Öland, hvor Lorentz Creutz omkom. Til sidst blev feltmarskal Henrik Horn valgt trods hans protester. En ledelsesskifte fra todelt kommando med én leder for hær og flåde, som forbinder kamperfaring og sømandskab, fungerede allerede i Danmark-Norge. Horn beordrede admiral Erik Sjöblad til at lede eskadren i maj 1677.

## Sejlturen
Den 20. maj 1677 afsejlede den svenske eskadren på 11 fartøjer, heraf tre linjeskib og fem kompagniskibe, der var bevæbnede fragtskibe (ikke specialiserede krigsskibe) i fregatstørrelse og flere småfartøjer samt et brandskib fra Göteborg. Planen var at sejle gennem Storebælt og Langelands Bælt ind i Østersøen i håb om at overliste danskerne. Niels Juel havde lettet anker fra København den 23. maj for at sikre overførelsen af 4.000 tyske soldater fra Münster til Landskrona.
Den 28. maj lå den danske eskadre på 11 krigsskibe hvoraf ni linjeskibe og to fregatter ved Gedser Odde undervejs til Holsten, hvor de tyske tropper ventede. Niels Juel fandt ud af, at svenske skibe var observeret på Storebælt få timer før. Derefter stævnede han ud mellem de danske øer og den tyske østersøkyst og ventede på den svenske eskadre.
Først natten mellem 31. maj og 1. juni fik de to flåder kontakt mellem Femern og Warnemünde i den mecklenburgske bugt, men der var svag vind, så begge parter var nødt til at sætte deres både i vandet. Med robåde til at bugsere deres skibe forsøgte svenskerne at komme forbi, men danskerne fulgte efter.

## Søslaget
Allerede om aftenen blev de første skud løsnet, da danskerne endelig nåede frem til det bageste svenske skib, linjeskibet Wrangels Palais, som måtte overgive sig kl. 22, da det var omringet af flere linjeskibe. Først ved daggry den 1. juni kom der mere vind, så Niels Juel kunne sejle hurtigere og tage de nu bageste skibe ved Møn.
Efter Calmar Castel var erobret, måtte danskerne sejle det på grund for at undgå, at skibet skulle synke efter et svensk forsøg på at ødelægge det. Derefter satte Niels Juel på Christianus Quintus efter admiralskibet Amarant under Erik Sjöblad, som efter hårde kampe måtte stryge flaget. Et kompagniskib blev ødelagt af sin egen besætning for at undgå, at det skulle falde i danskernes hænder.
Da kampene var ovre, var to linjeskibe og to kompagniskibe erobret, et skib var så skadet at det senere blev opgivet. Kun tre større skibe undslap; et linjeskib og et kompagniskib nåede frem til Öland, hvor de sluttede sig til den svenske flåde under Horn 13. juni. Det tredje skib kom tilbage til Göteborg gennem Øresund ved at føre engelsk flag.

## Efterspil
De erobrede svenske skibe og fanger blev bragt til København. Sjöblad blev udvekslet med de danske fanger 15. august og fik kommandoen over Göteborgs forsvar.
Efter at have påført svenskerne et tab på fem skibe og 1.500 fanger samt et ukendt antal dræbte for beskedne tab vendte Niels Juel sig mod de hollandske skibsledere, som efter hans mening havde gjort en dårlig indsats. En krigsret blev nedsat og dømte fem, den ene til døden. Han stak af, før dommen kunne blive eksekveret.
Tabet af Gøteborgseskadren var vigtig, fordi skibe nu kunne hentes fra andre områder, så sikringen af Øresund blev lettere, og der var skabt et pusterum, der gjorde at danskerne kunne vente på den hollandske hjælpeflåde under Tromp. Resultatet var, at en forenet og stærk dansk flåde kunne komme til kamp ved Stevns. Det blev vigtigt for udfaldet af det vigtige søslag i Køge Bugt den 1. juli 1677, der kom til at give Niels Juel heltestatus.

## Skibe
Antallet i parentes indikerer antallet af kanoner på hvert skib.
| Den danske flåde flagskib Christianus V (85), Niels Juel - Churprindsen (74) - Enighed (62) - Gyldenløve (56) - Nellebladet (52) - Christianus IV (54) - Christiania (54) - Lindormen (50) - Neptunus (42) - Christiansand (40) - Hommeren (37) - Havmannen (34) - Havfruen (30) | Den svenske flåde flagskib: Amarant (52), Erik Carlsson Sjöblad - Andromeda (52) - Wrangels Palats (38) - Kalmar Kastell (72), bevæbnet handelsskib - Ängeln Gabriel (44), bevæbnet handelsskib - Havsfrun (44), bevæbnet handelsskib - Rosen (44), bevæbnet handelsskib - Gustavus (48), bevæbnet handelsskib - (Lilla) Gripen (8-12), boyer - Diana, Venus (yacht) - S:t David og to unavngivne (brandskibe) |